# Halbschatten (Film)
Halbschatten (2013) ist ein Spielfilm und das Langfilmdebüt von Nicolas Wackerbarth (Buch und Regie). Der Film wurde im Forum der Berlinale 2013 uraufgeführt.

## Handlung
Die Schriftstellerin Merle, eine Deutsche Ende 30, will ihren Geliebten Romuald in Südfrankreich besuchen. Aber trotz seiner Einladung ist er nicht anwesend. In dessen Ferienhaus nahe dem Meer trifft sie stattdessen seine pubertierenden Kinder Emma und Felix an, die Merle spröde und abweisend empfangen. Zunächst zögert sie, ob sie wieder abreisen soll, doch Merle beschließt, sich in der Villa über dem Meer erst einmal eine schöne Zeit zu machen. Merle ist gegenüber den Kindern zunächst abwartend, schaut ihnen zu, forscht das Ferienhaus mit seinen Gegenständen und Designerstücken aus, probiert später die Rolle der Fürsorglichen und hilft Emma bei Mathematikaufgaben. Die Tage verstreichen ereignislos. Merle wird beim Schreiben am Laptop von der staubsaugenden Putzfrau gestört, die sie nach ihrem Buch ausfragt. Sie wartet weiter auf Romuald, schreibt inzwischen an ihrem Buch, wird in der Konditorei beleidigt, als sie nicht genug Geld für einen Kuchen dabei hat, von einer Boutiquenbesitzerin peinlich und unhöflich behandelt und bewirtet Nachbarn, die sich ausgesperrt haben. Romuald kommt aber nicht, und er ruft auch nicht an. Beim 13. Geburtstag von Emma kommen die drei sich näher; als dann aber Romuald endlich anruft, beschließt Merle, lieber den nahen Kindern zu gefallen als dem fernen Liebhaber, und still genießt sie ihren Durchbruch.

## Kritiken
Jan Schulz-Ojala schrieb im Tagesspiegel, Halbschatten sei „eine Liebesgeschichte ohne Liebe. Eine Reise ohne Ankunft. Ein Sturz in Zeitlupe in eine Tiefe.“ In der Bildersprache des Films sieht er Anspielungen auf die Berliner Schule, im „Aneinandervorbeitreiben der Figuren, das Ungefähre, das Folgenlose“. Nur der zum „Thriller über einige ereignislose Tage“ (Wackerbarth) gehörige „Thrill will sich nicht recht einstellen. Da drängen sich drastischere Kinoerinnerungen ähnlich sommersüdlichen Settings dazwischen: François Ozons Swimming Pool etwa oder La piscine, der Klassiker mit Romy Schneider und Alain Delon.“
Heike Hupertz meinte in der Frankfurter Allgemeinen Zeitung, in Halbschatten verzichte Wackerbarth bewusst „auf die übliche Dramaturgie, setzt stille Beobachtungen, filmische Ausforschung von Bewegungen und Bildern, selbst das Rauschen des Windes in den Blättern und das Gebell eines Hundes in den Mittelpunkt einer Handlung, die sich ein wenig, aber nicht allzu weit entwickelt.“ So gelinge ein Porträt von Merle, einer „Flaneurin im eigenen Leben, eine Beobachterin und Selbstbeobachterin, die sich auf vorgefundene soziale Rollen (noch) nicht festlegen mag. Sie experimentiert mit ihrem Leben wie der Film mit dem Verlauf der Zeit. Auch neben ihrem Liebesverlangen scheint sie wie selbstvergessen und selbstverloren staunend zu stehen.“
Der Kritiker des Focus meinte, „in „Halbschatten“ passiert nicht viel, aber das Langfilmdebüt von Nicolas Wackerbarth ist trotzdem spannend. […] In wohldosierten Dialogen und in originellen Szenen erzählt der Film die Geschichte einer Entfremdung (vom Mann) und einer Annäherung (an die Kinder). Wackerbarth spielt mit Erwartungen, die der Kinobesucher hat, wenn er eine solche französische Kulisse sieht.“
Nach Ansicht von Rüdiger Suchsland lehnt sich Halbschatten zu sehr an Filme wie Manila (2000), Der Felsen (2002), Thomas Arslans Ferien (2008), Alle anderen (2009) oder Ann-Kristin Reyels’ Formentera (2012) an: „Ferienstimmung und die aufgestauten Konflikte von Karmakar, Ade und Reyels, die Frauenhauptfigur bei Graf und ihren Versuch, in jugendlichen Lebenswelten noch einmal Trost zu finden, sich zu spüren. Damit ist die Stärke des Films, die Kenntnis der Filmgeschichte und der Mittel, ebenso benannt wie seine Schwäche: Dass er sich schwer aus dem Schatten der Vorbilder lösen kann, bewusst oder unbewusst viel zitiert und daher zitatenhaft wirkt, dass dieser Film darum mitunter den Eindruck des Epigonalen macht.“ Suchsland lobt andererseits das Spiel der Hauptdarstellerin Anne Ratte-Polle, „die souverän zwischen Aggressivität, Neugier und Unsicherheit balanciert“ und die Kameraarbeit Reinhold Vorschneiders, „der seine Bilder mit Grenzen durchzieht, sowie in der präzis eingefangenen Stimmungslage unseres Lebens in Zeiten der Alternativlosigkeit“.
Deutliche Kritik äußert  Peter Uehling in der Berliner Zeitung: „Die Figuren in „Halbschatten“  sind leer, verwahrlost, narzisstisch. Das setzt einem Wackerbarth so vor, als müsste man nicht erklären, wie sie so geworden sind. Und in der Tat muss er das auch nicht: Sie sind lediglich die Konsequenz des übermächtigen Stils.“